# Wilhelm Rieck
Wilhelm Rieck (* 22. Juli 1893 in Groß Pankow (Prignitz); † 27. Juni 1991) war ein deutscher Veterinär- und Humanmediziner.

## Leben
Wilhelm Rieck begann 1913 das Studium an der Militärveterinärakademie Berlin und wurde Mitglied des Corps Franconia Berlin (heute in Kaiserslautern). Am Ersten Weltkrieg nahm er als Kriegsfreiwilliger teil. Von März bis Mai 1919 kämpfte er als Freiwilliger des Yorkschen Jägerkorps gegen die Spartakisten in Berlin. 1919 beendete er das Tiermedizinstudium. Im Mai 1921 wurde er mit Auszeichnung zum Dr. med. vet. promoviert. Er legte die Tierzuchtinspektor-Prüfung ab. Von April 1922 bis 1924 war er Assistent am Institut für Anatomie der Tierärztlichen Hochschule Berlin. Anschließend war er bis März 1927 als Tierarzt bei der staatlichen Fleischbeschau Berlin und als praktischer Tierarzt in Berlin-Köpenick tätig. Die Befähigung als beamteter Tierarzt in Preußen hatte er im Juli 1925 erhalten.
Nebenher hatte er seit 1919 Landwirtschaft und seit November 1920 Humanmedizin studiert. Das Studium der Landwirtschaft schloss er im August 1921 mit der Diplomprüfung ab. Das Medizinstudium beendete er 1925. Die ärztliche Approbation erhielt er 1928 nach Ableistung des Medizinalpraktikums in der Inneren Abteilung des Königstein-Elisabeth-Hospitals in Berlin-Oberschöneweide.
Von 1928 bis April 1934 war er als praktischer Arzt und Tierarzt in Köpenick und Umgebung tätig. Im Mai 1931 habilitierte er sich an der Tierärztlichen Hochschule Berlin im Fach Geschichte der Tierheilkunde. Als Privatdozent lehrte er in Berlin Veterinärgeschichte. In den folgenden Jahren schuf er das Veterinärhistorische Seminar, bestehend aus Bücherei, Archiv und Museum. Das Seminar war die einzige zentrale Einrichtung der veterinärhistorischen Forschung weltweit. 
Am 1. Mai 1934 trat Rieck als Sanitätsoffizier in die Reichswehr ein, hielt jedoch weiterhin Vorlesungen in Berlin. Zunächst Stabsveterinär im 4. Reiterregiment wurde er im Oktober 1934 Regimentsveterinär des Artillerieregiments Jüterbog. Im folgenden Jahr wurde er zum Oberstabsveterinär befördert. 1937 erfolgte seine Ernennung zum außerordentlichen Professor. Mit Kriegsbeginn hielt er keine Vorlesungen mehr. Eingesetzt an der Front wurde er im April 1941 zum Oberfeldveterinär und Dezember 1942 zum Oberstveterinär befördert und April 1943 zum Korps-Veterinär ernannt. Im gleichen Monat wurde er auch an der  Berliner Universität, in der die Tierärztliche Hochschule zwischenzeitlich aufging, zum Doktor Dr. med. promoviert. Im Juni 1944 geriet er in sowjetische Kriegsgefangenschaft und wurde zwei Monate später Mitglied im Nationalkomitee Freies Deutschland. Nach viereinhalb Jahren wurde er aus der Gefangenschaft entlassen. Die Lehrtätigkeit an der Berliner Universität nahm er nicht wieder auf.
Rieck wurde 1959 als Nachfolger von Wilhelm Pschorr zum Vorsitzenden der Fachgruppe Geschichte der Veterinärmedizin der Deutschen Veterinärmedizinischen Gesellschaft gewählt. Unter seiner Leitung wurde 1964 in Hannover ein erstes wissenschaftliches Symposion ausgerichtet. Aufgrund der stetig steigenden Anzahl ausländischer Teilnehmer kam es 1969 auf dem 6. Symposion zur Gründung der Welt-Gesellschaft für Geschichte der Veterinärmedizin, der Wilhelm Rieck von 1969 bis 1977 als Präsident vorstand. Sein Nachfolger wurde Ernst-Heinrich Lochmann, der auch 1985 die Leitung der Fachgruppe Geschichte der Veterinärmedizin übernahm.

## Auszeichnungen
- Kriegsverdienstkreuz 1. Klasse mit Schwertern, 1941
- Medaille Winterschlacht im Osten 1941/42, 1942
- Dr. med. vet. h. c. der Tierärztlichen Hochschule Hannover
- Cheiron-Medaille der Weltgesellschaft für Geschichte der Veterinärmedizin, 1989

## Schriften
- Tieraugenheilkunde im Altertum, 1922 (Dissertation in Veterinärmedizin)
- Die älteste Myologie des Hundes, 1925
- Ein Schweizer Rinderarzneibüchlein, 1925
- Schutzmassnahmen gegen Milzbrandverbreitung durch Gerbereien, 1925
- Tierärztliche Berufsverhältnisse vor 100 Jahren, 1926
- Zur ältesten Geschichte der Tierärztlichen Hochschule Berlin, 1929
- Die Hygiene in den deutschen Schlachthöfen und ihre Entwicklung seit 1860, 1929
- Schafseuchenbekämpfung im 16. Jahrhundert, 1930
- Die Entwicklung des Veterinaerwesens in Preussen, 1931 (Habilitationsschrift)
- Die veterinärhistorische Forschung in Vergangenheit, Gegenwart und Zukunft, 1931
- Die Pferdezahnlehre des J. W. Krumm, 1931
- Das Veterinär-Instrumentarium im Wandel der Zeiten und seine Förderung durch die Instrumentenfabrik H. Hauptner, 1932
- Zur Bekämpfung der Kurpfuscherei in Mecklenburg-Strelitz, 1933
- Die Entwicklung der veterinärhistorischen Forschung, 1935
- Leben und Werke des Arztes Kaspar Torrella, 1943 (Dissertation in Medizin)
- Vademecum für Tierärzte, 1953
- Die Kleintier-Praxis, 1956
- Unbekannte Vegetius-Lectiones des Florentiner Linguisten C. R. Dati 1657, 1968
- Zur Pathologie der Pferdeseuchen im Mittelalter. In: Gundolf Keil, Rainer Rudolf, Wolfram Schmitt, Hans J. Vermeer (Hrsg.): Fachliteratur des Mittelalters. Festschrift Gerhard Eis. Stuttgart 1968, S. 277–292.
- Zum hundertsten Geburtstag von Reinhard Froehner, 1969
- Anfänge der Fleischhygiene, 1969
- Zur Konservierung von Fleisch vor 190 Jahren, 1969
- Die Blutentziehung in der anonymen Einleitung der Mulomedicina Chironis, 1971